# ناحیه (دهستان)
 ناحیه  به عربی ( الناحیة )، دهستانی است در عزلهٔ (حبیش)، از اعمال شبوه، در ناحیهٔ (المغرابی)، از توابع استان شبوه در کشور یمن در شبه جزیره عربستان. 

## جمعیت
جمعیت آن ( ۲۷۹۸ ) نفر (۲۳ خانوار) می‌باشد.

## روستاها
روستاهای توابع این دهستان عبارتند از:
- روستای النقطة
- روستای المقراب
- روستای بنومر
- روستای الظاهر
- روستای الکدارة
- روستای الحمراء

## منبع
- المقحفی، ابراهیم، احمد ، (مُعجَم المُدُن وَالقَبائِل الیَمَنِیَة) ، منشورات دار الحکمة، صنعاء، چاپ پنجم، وانتشار سال ۱۹۸۵ میلادی به (عربی).